# Pitita Ridruejo
Esperanza «Pitita» Ridruejo Brieva (Soria, 17 de diciembre de 1930-Madrid, 6 de mayo de 2019) fue una socialité, escritora y mística británico-española, descrita como una de las figuras clave de la alta sociedad española.

## Biografía
Nacida en la ciudad de Soria el 17 de diciembre de 1930 en el seno de una familia acomodada, hija de Epifanio Ridruejo Botija y de Vicenta Brieva Bartolomé. Su padre, banquero, era primo de Dionisio Ridruejo. Cursó estudios básicos en el madrileño Colegio de la Asunción de Santa Isabel. Completó sus estudios universitarios en Filología Inglesa en Londres y Ginebra. Ridruejo, que contrajo matrimonio con el diplomático filipino José Manuel Stilianopoulos (más conocido como Mike Stilianopoulos) el 24 de junio de 1957, adoptó posteriormente la nacionalidad británica. Tuvo un papel como actriz en dos películas de televisión producidas en Alemania. Se instaló definitivamente en España hacia 1983 después de un periodo en el extranjero debido a la ocupación como diplomático de su marido. De fuertes creencias religiosas, Ridruejo se hizo conocida en España a finales de los ochenta por sostener que experimentaba apariciones marianas.
Recluida en su palacete de la calle de Fomento de Madrid después de la muerte de su marido en 2016, murió el 6 de mayo de 2019. Fue enterrada en el panteón familiar del cementerio del Espino en Soria junto con los restos del que fue su esposo Mike Stilianopoulos.

## Obras
- Apariciones de la Virgen María: Una investigación sobre las principales Mariofanías en el mundo. Editorial Fundación María Mensajera, Zaragoza (1994), 229 pp.
- Mi Corazón Triunfará: Apariciones, milagros y profecias para comprender el futuro. Editorial BELACQVA, España (2003).
- Memorias de Pitita, Editorial Temas de Hoy (2012)
- La Virgen María y sus apariciones. Editorial Espasa, Grupo Planeta (2013), 160 pp.